# Michel Bassolé
Michel Bassolé, né le 18 juillet 1972 à Abidjan, est un attaquant ivoirien des années 1990.

## Biographie
Attaquant de l'ASEC Mimosas, de l'Ettifaq FC, de l'AC Ajaccio et de Porto-Vecchio, il est international ivoirien. Il dispute la Coupe du monde des moins de 16 ans en 1987, inscrivant deux buts et terminant troisième du tournoi, puis la Coupe du monde de football des moins de 20 ans 1991, sans inscrire de but et en étant éliminé au premier tour. 
Avec les A, il participe aux CAN 1994 (3e, 2 buts) et 1996 (premier tour, aucun but). Il inscrit un doublé lors de la demi-finale de la CAN 1994 face au Nigeria.

## Palmarès
- Troisième de la Coupe d'Afrique des nations 1994 avec l'équipe de Côte d'Ivoire
- Champion de Côte d'Ivoire en 1990, 1991, 1992, 1993 et 1994 avec l'ASEC Mimosas
- Vainqueur de la Coupe de Côte d'Ivoire en 1990 avec l'ASEC Mimosas
- Vainqueur de la Coupe Félix-Houphouët-Boigny en 1990 et 1994 avec l'ASEC Mimosas